# Eishockey-Oberliga 1951/52
Die Saison 1951/52 der Eishockey-Oberliga war die vierte Spielzeit der höchsten deutschen Eishockeyliga. Deutscher Meister wurde der Krefelder EV, der damit als zweiter Krefelder Verein in Folge die Meisterschaft gewinnen konnte, nachdem im Vorjahr Preussen Krefeld die Saison auf dem ersten Platz beendet hatte. Im entscheidenden Spiel schlug der KEV den SC Riessersee. Da sich beide Oberliga-Teilnehmer in der Relegation behaupten konnten, musste in diesem Jahr keine Mannschaft aus der Spielklasse absteigen.

## Voraussetzungen

### Teilnehmer
| Gruppe Nord - VfL Bad Nauheim - Düsseldorfer EG (Aufsteiger) - Krefelder EV - Preussen Krefeld (Titelverteidiger) | Gruppe Süd - EC Bad Tölz - EV Füssen - SC Riessersee - EV Rosenheim (Aufsteiger) |

### Modus
Im Gegensatz zum Vorjahr wurde die Vorrunde nur noch in zwei Gruppen, der Gruppe Nord und der Gruppe Süd ausgespielt. Die ursprünglich geplante Einfachrunde wurde jedoch nach nur vier Spieltagen abgebrochen. An der sofort durchgeführten Finalrunde, in der der Meister ermittelt wurde, nahmen jeweils die ersten Drei der Vorrunde teil, während die beiden Letztplatzierten in die Relegation mussten.

## Vorrunde

### Nord
|    | Klub             | Sp | S | U | N | Tore  | Punkte |
| -- | ---------------- | -- | - | - | - | ----- | ------ |
| 1. | VfL Bad Nauheim  | 3  | 2 | 1 | 0 | 15:07 | 5:1    |
| 2. | Krefelder EV     | 4  | 2 | 1 | 1 | 08:09 | 5:3    |
| 3. | Preussen Krefeld | 1  | 1 | 0 | 0 | 04:03 | 2:0    |
| 4. | Düsseldorfer EG  | 4  | 0 | 0 | 4 | 02:20 | 0:8    |

Abkürzungen: Sp = Spiele, S = Siege, U = Unentschieden, N = Niederlagen
Erläuterungen: Finalrunde, Relegation
Fehlende Spiele wurden nicht ausgetragen.

### Süd
|    | Klub          | Sp | S | U | N | Tore  | Punkte |
| -- | ------------- | -- | - | - | - | ----- | ------ |
| 1. | SC Riessersee | 4  | 4 | 0 | 0 | 36:10 | 8:0    |
| 2. | EV Füssen     | 4  | 2 | 0 | 2 | 33:19 | 4:4    |
| 3. | EC Bad Tölz   | 2  | 0 | 0 | 2 | 06:18 | 0:4    |
| 4. | EV Rosenheim  | 2  | 0 | 0 | 2 | 08:26 | 0:4    |

Abkürzungen: Sp = Spiele, S = Siege, U = Unentschieden, N = Niederlagen
Erläuterungen: Finalrunde, Relegation
Fehlende Spiele wurden nicht ausgetragen.
Entscheidungsspiel um Platz 3
- EC Bad Tölz – EV Rosenheim 6:3

## Finalrunde
|    | Klub             | Sp | S | U | N | Tore  | Punkte |
| -- | ---------------- | -- | - | - | - | ----- | ------ |
| 1. | Krefelder EV     | 10 | 7 | 1 | 2 | 49:32 | 15:05  |
| 2. | SC Riessersee    | 10 | 7 | 1 | 2 | 64:47 | 15:05  |
| 3. | VfL Bad Nauheim  | 10 | 3 | 2 | 5 | 35:39 | 08:12  |
| 4. | EV Füssen        | 10 | 4 | 0 | 6 | 52:54 | 08:12  |
| 5. | Preussen Krefeld | 10 | 3 | 1 | 6 | 38:44 | 07:13  |
| 6. | EC Bad Tölz      | 10 | 3 | 1 | 6 | 27:49 | 07:13  |

Abkürzungen: Sp = Spiele, S = Siege, U = Unentschieden, N = Niederlagen
Entscheidungsspiel um die Deutsche Meisterschaft
| 12. März 1952 | Krefelder EV | 6:4 (2:2, 1:1, 3:1) | SC Riessersee | Mannheim Zuschauer: 10.000 |

## Kader des Deutschen Meisters
| Deutscher Meister Krefelder EV | Torhüter: Ulli Jansen Spieler: Walter Schmidinger, Ēriks Koņeckis, Hans Werner Münstermann, Heinz Dohr, Karl-Heinz Scholten, Bernhard Peltzer, Ulrich Eckstein, Wilhelm Moesgen, Karl Bierschel, Kurt Müller, Bruno Guttowski, Hans Georg Pescher Cheftrainer: Ēriks Koņeckis |

## Relegation

### Nord

#### Vorrunde
Am 15. und 16. November spielten die Meister der Landesligen Berlin, Hamburg und Niedersachsen in Berlin:
- LTTC Rot-Weiß Berlin – Harvestehuder THC Hamburg 6:5
- LTTC Rot-Weiß Berlin – ESG Hannover 17:4

#### Relegationsspiel
Rot-Weiß Berlin als Gruppensieger Nord verzichtete auf das Relegationsspiel gegen die Düsseldorfer EG, die damit kampflos die Klasse halten konnte.

### Süd

#### Vorrunde
Qualifiziert waren die Meister der Landesligen Bayern, Baden und Württemberg.
- Schwenninger ERC – Mannheimer ERC 5:2
- TEV Miesbach – Schwenninger ERC 10:0
- TEV Miesbach – Mannheimer ERC 22:0

#### Relegationsspiel
- EV Rosenheim – TEV Miesbach 8:2